# Chakapara
Chakapara är en ort i Indien.   Den ligger i distriktet Haora och delstaten Västbengalen, i den östra delen av landet, 1 300 km sydost om huvudstaden New Delhi. Chakapara ligger 7 meter över havet och antalet invånare är 27 320.
Terrängen runt Chakapara är mycket platt. Runt Chakapara är det mycket tätbefolkat, med 10 000 invånare per kvadratkilometer. Närmaste större samhälle är Calcutta, 7,9 km söder om Chakapara. Runt Chakapara är det i huvudsak tätbebyggt.